# Tubulanus aureus
Tubulanus aureus är en djurart som tillhör fylumet slemmaskar, och som först beskrevs av Louis Joubin 1904.  Tubulanus aureus ingår i släktet Tubulanus och familjen Tubulanidae. Inga underarter finns listade i Catalogue of Life.